# Hanviller
Hanviller település Franciaországban, Moselle megyében. Lakosainak száma 189 fő (2022. január 1.). Hanviller Bitche, Bousseviller, Breidenbach, Haspelschiedt, Lengelsheim és Schorbach községekkel határos.

## Népesség
A település népességének változása:
| Lakosok száma | 173  | 187  | 201  | 247  | 222  | 214  | 208  | 198  | 195  | 189  |
|               | 1968 | 1982 | 1990 | 2006 | 2013 | 2015 | 2017 | 2019 | 2020 | 2022 |